# Lamprocryptidea dilaticornis
Lamprocryptidea dilaticornis är en stekelart som först beskrevs av Charles Thomas Brues och Richardson 1913.  Lamprocryptidea dilaticornis ingår i släktet Lamprocryptidea och familjen brokparasitsteklar. Inga underarter finns listade i Catalogue of Life.